# گرانت هیل
گرانت هیل (انگلیسی: Grant Hill؛ زاده ۵ اکتبر ۱۹۷۲) یک ورزشکار اهل ایالات متحده آمریکا است.